# キッスは目にして!
「キッスは目にして!」は、1981年7月25日に発売されたザ・ヴィーナスのシングル。ジャケットには!マークの中に「ぽお」と表記している。

## 解説
本楽曲は、ベートーヴェンの「エリーゼのために」を、オールディーズ風にアレンジした楽曲となっている。
本楽曲は1981年カネボウ化粧品秋のキャンペーンソングに起用された。一方でカネボウ同業他社の資生堂がスポンサーの一員だった『夜のヒットスタジオ』ではオンエアされなかった。

## 収録曲
1. キッスは目にして!（2分30秒）
作詞：阿木燿子／作曲：ベートーヴェン／編曲：井上大輔
2. 涙のシンデレラガール（3分31秒）
作詞：松島のあこ／作曲：西木栄二／編曲：馬飼野康二

## カバー
- 畑中葉子（1981年／アルバム「強行突破」収録）
- 栗林里莉（2015年8月5日カバーシングル発売。）
- バニラビーンズ (2014年11月11日シングル「有頂天ガール」収録カップリング曲)